# 1984 (2023)
1984 ist ein finnisch-russischer dystopischer Science-Fiction-Spielfilm mit Elementen der Schwarzen Komödie unter der Regie von Diana Ringo aus dem Jahr 2023. Der Film basiert auf dem gleichnamigen Roman von George Orwell aus dem Jahr 1949 und enthält auch Anspielungen auf den Roman Wir von Jewgeni Zamjatin.

## Handlung
In einer düsteren Gesellschaft, die vom Großen Bruder beherrscht wird, sind individuelle Freiheiten eine ferne Erinnerung, vernichtet durch ständige Überwachung. Kunst wird verachtet und Fantasie gilt als gefährliches Übel. Inmitten dieser bedrückenden Landschaft verstrickt sich ein brillanter Mathematiker in eine verbotene Affäre mit einem Kollegen. In einer Welt, in der Freiheit Sklaverei ist und jeder Widerstand gegen die eiserne Herrschaft tödliche Folgen hat, steht er vor einer schwierigen Entscheidung: Soll er sich dem Widerstand gegen den allmächtigen Großen Bruder anschließen oder ein gehorsamer Bürger des Vereinigten Staates bleiben?

## Besetzung
- Aleksandr Obmanov als Mathematiker D503
- Vladimir Ivaniy als Häftling
- Aleksey Sharanin als	Philologe C340
- Diana Ringo als Mitarbeiterin der Abteilung für Fiktion I-330
- Evgeniy Kazak als	Konzertveranstalter
- Ilya Yaroslavtsev als Parteimitglied
- Viktor Korovin als Medizinischer Assistant
- Sergei Nikitin als Ingenieur R-13
- Ilya Droznin als Gefängniswärter
- Anton Biryukov als Volksfeind L723
- Vladislav Kuvitsyn als Jüngere Doktor
- Sergey Budanov als Ältere Doktor
- Dima Rubin als Innerer Parteifunktionär
- Sergei Khrustalyov als Innerer Parteifunktionär
- Aleksei Shamayev als Minister der Einzigten Staaten
- Maksim Shilov als Polizeibeamter

## Produktion
Der Film ist die dritte Spielfilmadaption des Romans 1984 von George Orwell. Er ist dem 120. Geburtstag von George Orwell gewidmet.
Gedreht wurde der Film in Moskau. 1984 ist ein unabhängig produzierter Film, der ohne Unterstützung der russischen Regierung oder andere staatliche Mittel gedreht wurde. Ringo hat gesagt, dass sie einen Film machen wollte, der die humorvolle und satirische Seite von 1984 zeigen sollte. Beim Schreiben des Drehbuchs ließ sie sich auch von dem Roman Wir von Jewgeni Zamjatin beeinflussen, der George Orwell beim Schreiben von 1984 als Inspiration diente. Orwell lobte den Roman Wir, über den er 1946 auch eine Rezension schrieb. Wir hat eine ähnliche Handlung und Atmosphäre wie der Roman 1984.
Der gesamte Soundtrack des Films wurde von Diana Ringo komponiert.

## Veröffentlichung
Der erste Trailer von 1984 wurde am 21. November 2022 veröffentlicht.
1984 wurde am 15. November 2023 als digitales Streaming bei Prime Video veröffentlicht. Am selben Tag wurde auch der finale Filmtrailer veröffentlicht.